# Olaf Ait Tami
Olaf Ait Tami (Groningen, 19 december 1990) is een Nederlands acteur, vooral bekend door zijn rol als Karim Zouini in de soap Nieuwe Tijden. Hij studeerde in 2018 af aan Toneelschool Maastricht. Sinds juli 2024 is Olaf Ait Tami vast ensemble lid van theatergezelschap NITE.  

## Filmografie

### Film
- 2006: Afblijven, als danser
- 2017: Bloed kruipt, als Mo
- 2019: Domino, als drugsdealer
- 2021: De Hokje, als Anouar
- 2021: Ferry, als Robbert
- 2021: Meskina, als Abdelkarim
- 2023: De vuurlinie, als Leroy
- 2024: Loverboy: Emoties uit, als Souf

### Televisie
- 2016-2017: Goede tijden, slechte tijden, als Karim Zouini
- 2016-2018: Nieuwe Tijden, als Karim Zouini
- 2018: Flikken Maastricht, als Abdul
- 2018: SpangaS op zomervakantie, als Stanley
- 2019: De club van lelijke kinderen: De staatsgreep, als Havik
- 2020: Opslaan als de serie, als ex
- 2020: Commando's, als Carlo
- 2022: Loverboy Amsterdam, als Soufian
- 2022: Sihame, als Samir
- 2022: Het gouden uur, als Riduan
- 2022-2023: Shotgun!, als Rasjid
- 2023: Anoniem, als Low

## Theater
- 2018: Dorian - Noord Nederlands Toneel
- 2019: Brave New World 2.0 - NITE
- 2021, 2022: Before / After - NITE
- 2023: De Jacht - NITE
- 2024: Ocean Breeze - NITE